# 8125 Tyndareus
8125 Tyndareus eller 5493 T-2 är en trojansk asteroid i Jupiters lagrangepunkt L4. Den upptäcktes 30 september 1973 av den nederländsk-amerikanske astronomen Tom Gehrels och det nederländska astronomparet Ingrid van Houten-Groeneveld och Cornelis Johannes van Houten vid Palomar-observatoriet. Den är uppkallad efter Tyndareos i den grekiska mytologin.
Asteroiden har en diameter på ungefär 27 kilometer.